# Кормилица

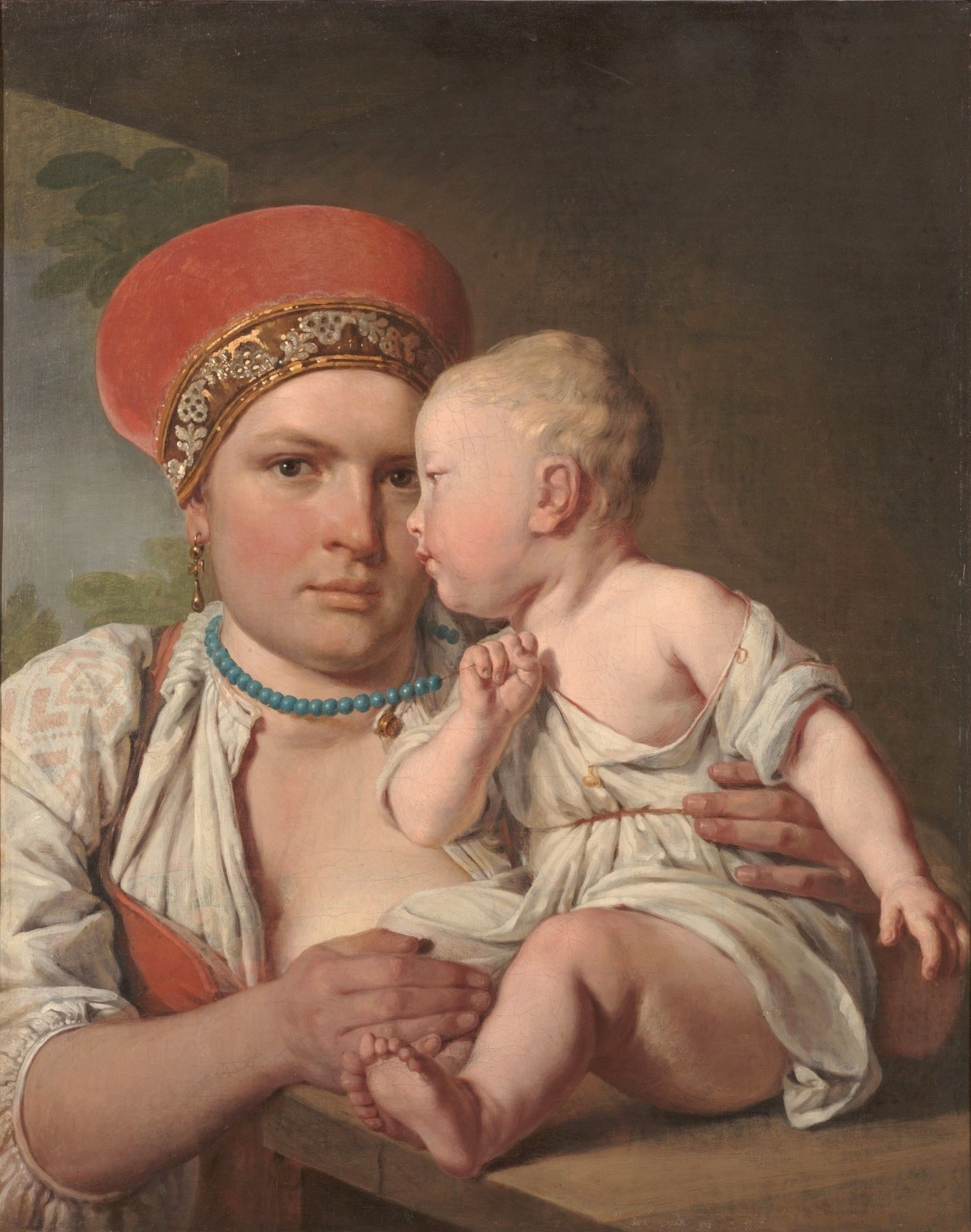
Кормилица с ребёнком, Алексей Венецианов

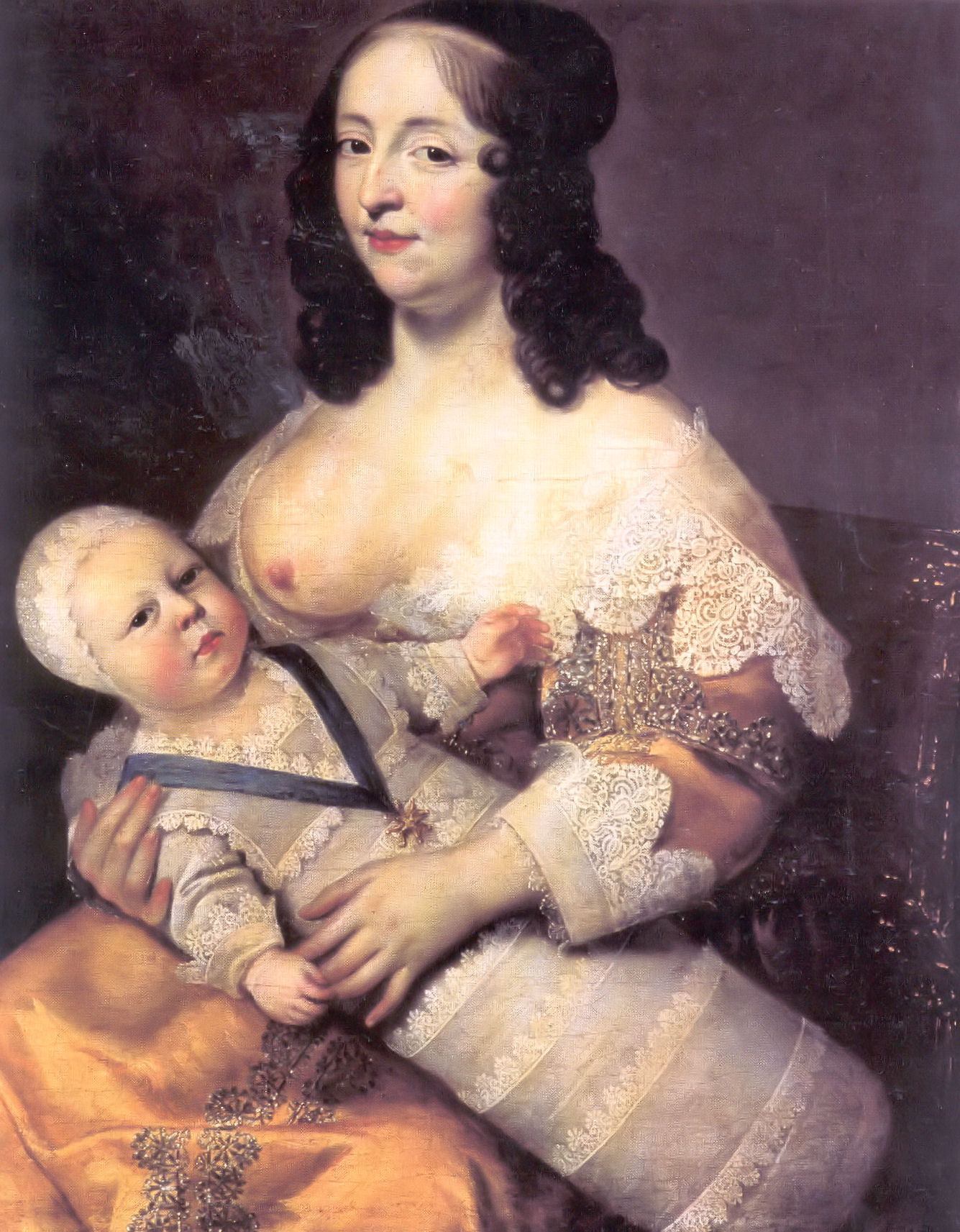
Будущий Король Людовик XIV на руках у своей кормилицы

Корми́лица — женщина, нанимаемая для кормления грудью чужого ребёнка, и нередко для ухода за ним.

## Причины
Кормилица может быть приглашена, если мать ребёнка не может или не хочет кормить грудью своего ребёнка. Причины разнообразны и могут варьироваться от серьёзных хронических заболеваний, таких как рак, на время его лечения, до заблуждения, будто из-за кормления грудь потеряет форму. Кроме того, причиной приглашения кормилицы может быть приём химических и лекарственных препаратов (как по рецепту, так и нелегальных, например наркотиков), если препарат изменяет состав материнского молока.
Кормилица также требуется в случае недостаточного количества молока у матери, то есть мать чувствует себя неспособной адекватно кормить своего ребёнка, особенно после рождения близнецов. Кормилицы, как правило, встречаются чаще в той местности, где высок уровень материнской смертности.

## Появление молока
Женщина может быть кормилицей только в случае, если у неё есть грудное молоко. Раньше считалось, что кормилица должна родить за некоторое время до этого. Это не всегда так, потому что обычное сосание груди может вызвать лактацию с помощью нейронного рефлекса и пролактина. Некоторые приёмные матери для того, чтобы кормить неродных детей, добивались появления молока использованием механического молокоотсоса.
Доктор Габриэль Палмер говорил:

Не существует какой-либо медицинской причины, почему у женщины не может быть молока на протяжении любого времени или почему она не может кормить более одного ребёнка одновременно ... некоторые женщины теоретически были в состоянии прокормить до 5 детей.

## В культуре
Практика использования кормилиц древняя и общая для многих культур. Она была связана с социальным классом аристократии, дворянства и высших классов общества, которые нанимали для детей кормилиц для того, чтобы быстро снова забеременеть. Кормление грудью у некоторых женщин подавляет овуляцию, что подтверждено практикой. Очень быстро приглашение кормилиц стало явлением не только обыденным, но и обязательным для людей благородного происхождения. При этом такая тенденция сохранялась сотни лет, вплоть до начала XX века. Женщины из бедного сословия, особенно родившие вне брака, должны были отдать своего ребёнка кормилице на время или навсегда.
Дети, выкормленные молоком одной женщины, называются молочными братьями и сёстрами. В некоторых культурах семьи связывает так называемое «молочное родство», когда матери выкармливают своим молоком детей друг друга.

### В русской культуре

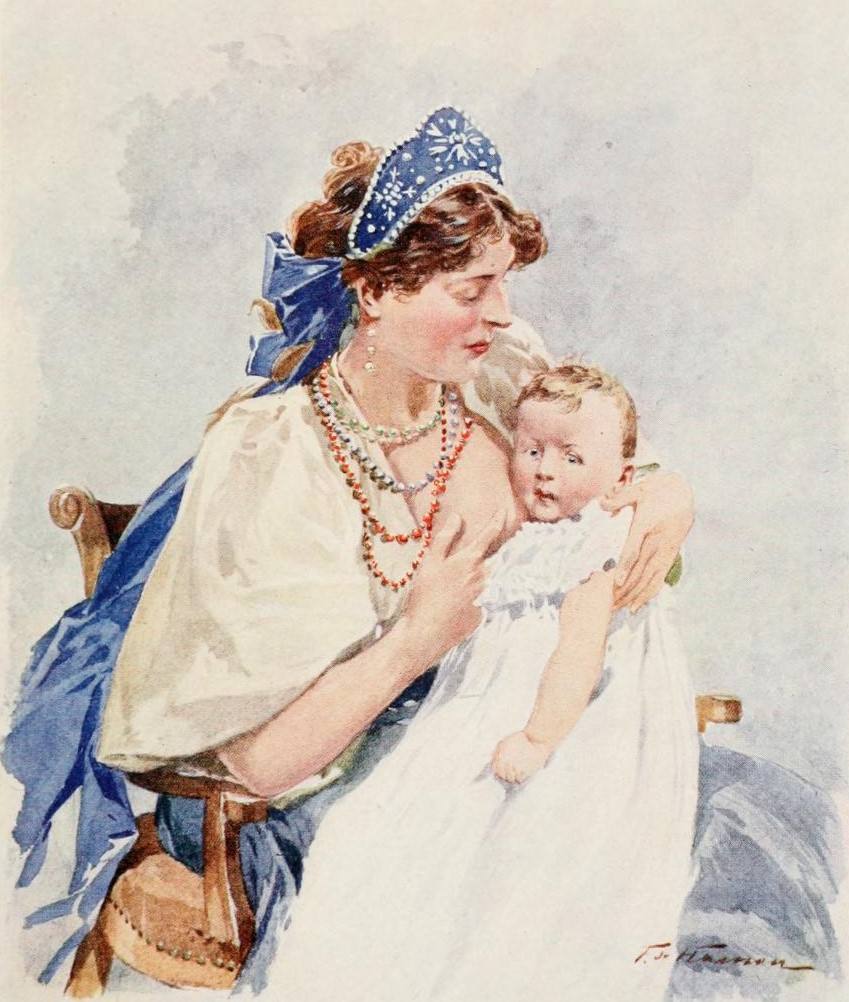
Русская кормилица. Рисунок Фредерика де Ханена

Первое упоминание кормилиц относится к Русской Правде, где написано, что за правонарушение в адрес «матушки» предусмотрен вдвое больший штраф, чем за обычную девушку. С XVI века привлечение кормилиц в знатных семьях было нормой. В царской семье использовалось до четырёх кормилиц, в обычных семьях — одна. Молочную маму было принято поддерживать до старости, поэтому получить место кормилицы в знатной семье считалось удачей.
Молочная мама Николая I, Ефросинья Ершова, регулярно появлялась при Императорском Дворе на крупные церковные праздники и получала ежегодное содержание по 125 рублей.
Кормилицей Александра II была Екатерина Лужникова, крестьянка Царскосельского уезда. Ей была назначена пожизненная пенсия в 100 рублей и премии на Рождество и Пасху.
При выборе кормилицы отдавалось предпочтение здоровым девушкам. В народе существовали предубеждения по поводу цвета волос. Чаще всего отдавалось предпочтение блондинкам (считалось, что у них молоко было лучше). Молоко же рыжеволосых женщин считалось вредным.
Интересно, что к концу XIX века услуга стала настолько популярной, что существовали приюты для детей кормилиц, а также конторы, которые занимались контролем состояния здоровья кормилиц.
С. Аксаков вспоминал: 

«Кормилица, страстно меня любившая, опять несколько раз является в моих воспоминаниях, иногда вдали, украдкой смотрящая на меня из-за других, иногда целующая мои руки, лицо и плачущая надо мною. Кормилица моя была господская крестьянка и жила за тридцать верст; она отправлялась из деревни пешком в субботу вечером и приходила в Уфу рано поутру в воскресенье, наглядевшись на меня и отдохнув, пешком же возвращалась в свою Касимовку, чтобы поспеть на барщину. Помню, что она один раз приходила, а может быть, и приезжала как-нибудь, с моей молочной сестрой, здоровой и краснощекой девочкой».
Кормилицы получали повышенное содержание и пользовались большими преференциями, чем прислуга. Они обеспечивались одеждой, мылом, банными принадлежностями. Зачастую после «выхода в отставку» кормилице обеспечивалось приданое в виде избы.
С XVIII века кормилицы имели устоявшийся внешний вид, они носили сарафан и кокошник, но в отличие от обычной крестьянской одежды, предметы гардероба кормилиц были сшиты из дорогих тканей. Иногда внешний вид дополнялся дворянскими предметами одежды, что подтверждается живописью того времени.

### В религии и мифологии

#### Древнегреческая мифология
Упоминание кормилиц встречается уже в древнегреческой мифологии. Так, например, когда богиня плодородия Деметра, скорбящая об утрате Персефоны, пришла в Элевсин, она взяла на себя обязанность кормилицы новорождённого Демофонта.

#### В Коране
Привлечение кормилицы, срок грудного вскармливания, взаимоотношения с кормилицей, молочными братьями и сестрами — предмет особого внимания в Коране (Коран 2:233, 4:23, 46:15, 31:14):

…Если же они (родители) пожелают отнять ребёнка от груди по взаимному согласию и совету, то они не (совершат) греха. И если вы пожелаете привлечь кормилицу для ваших детей, то не (совершите) греха, если отблагодарите её по совести тем, что вы даете. И остерегайтесь Бога, и знайте, что Бог видит то, что вы совершаете. (Коран 2:233)